# Eduardo Nascimento da Costa
Eduardo Nascimento da Costa, més conegut com a Eduardo Costa (Florianópolis, Brasil, 23 de setembre de 1982), és un futbolista brasiler. Juga de volant i el seu equip actual és l'AS Mònaco de la Ligue 1 de França.

## Trajectòria
Va iniciar la seva carrera professional en el Grêmio brasiler. Amb només 19 anys, i havent conquistat ja la Copa del Món i el Campionat Sud-americà en categoria sub-17, a més d'una Copa de Brasil amb el club de Porto Alegre, va donar el salt a Europa, fitxant pel Girondins de la primera divisió de França.
En el club de Bordeus va assolir fer-se un lloc en l'equip titular, i en la seva primera campanya va conquistar la Copa de la Lliga. Després d'haver jugat 88 partits en tres temporades amb el Girondins, l'estiu de 2004 passa a les files de l'Olympique de Marsella. En el club marsellès va romandre una campanya, en la qual es va jugar 30 partits, marcant un gol.
L'estiu de 2005 el RCD Espanyol va arribar a un acord per al seu traspàs, en canvi de 4 milions d'euros. En la seva primera campanya a Barcelona també va assolir fer-se un lloc en l'onze titular, disputant un total de 43 partits, entre ells, la final de la Copa del Rei, en la qual el seu equip es va imposar per 4-1 al Reial Saragossa.
La següent temporada va resultar també històrica per al seu club, que va ser subcampió de la Copa de la UEFA. En el pla personal, no obstant això, l'aportació de Costa a l'equip va ser molt menor, sent alineat solament en 22 partits. El jugador, a més, va protagonitzar diversos episodis polèmics, especialment quan va festejar un gol davant el Real Mallorca amb un gest ofensiu dedicat a la graderia. Posteriorment, el mateix jugador va voler aclarir que es tractava d'un mal entès: Vaig voler dedicar el gol a la meva mare, al meu pare i al meu germà, duc els seus noms tatuats. Els companys ja m'han fet bromes en el vestuari dient que podia malinterpretar-se. No va ser per a res un gest contra l'afició.
A la temporada 2007/08 el futbolista brasiler va ser un dels descartats del tècnic blanc-i-blau, Ernesto Valverde, i finalment va ser cedit tota la campanya al Grêmio de Porto Alegre. Encara que el club gaúcho tenia una opció per a incorporar definitivament al jugador, finalment va descartar la seva contractació, pel que, finalitzada la seva cessió, va tornar a Barcelona on, pesar de tenir encara dos anys de contracte amb l'Espanyol, va arribar a un acord amb el club per a rescindir-lo.

## Internacional
Ha estat internacional en set ocasions amb la selecció de futbol de Brasil. El seu debut es va produir el 15 de juliol de 2001 davant Perú, en un encontre de la Copa Amèrica 2001. Amb la canarinha també va participar en la Copa Confederacions 2003. Abans de debutar amb el combinat absolut, el 1999, va ser campió del Mundial sub-17, així com del Campionat Sud-americà de la categoria.